# Ferenc Münnich
Ferenc Münnich, que durante la guerra civil española actuó con el seudónimo Otto Flatter (Seregélyes, 18 de noviembre de 1886 - 29 de noviembre de 1967) fue un comunista húngaro, primer ministro de Hungría desde 1958 hasta 1961. Anteriormente en 1936 fue a España y participó en la guerra civil española con las Brigadas Internacionales teniendo actuaciones en la Defensa de Madrid (especialmente en la Ciudad Universitaria).

## Biografía
Durante la Primera Guerra Mundial sirvió en el Ejército Austrohúngaro, fue destinado al Frente Oriental y capturado por el Ejército Imperial Ruso en 1915, siendo condenado a trabajos forzosos y deportado a Tomsk, en Siberia. En 1918 retornó a Hungría y fue miembro del gobierno de la República Soviética Húngara en 1919.
Estallada la guerra civil española, se alistó en las Brigadas Internacionales y en 1936 fue nombrado comisario político del Batallón Rakosi (adscrito a la XIII Brigada Internacional) y comandante de la XI Brigada Internacional en 1938.
En 1945 se hizo miembro del Partido Comunista de Hungría. Tras la Segunda Guerra Mundial fue comisario político en Budapest. En la Revolución húngara de 1956 formó parte del gobierno de Imre Nagy con el cargo de ministro del Interior. Con János Kádár también formó parte del gobierno. En 1956 recobró el cargo de ministro del Interior. Durante estos años organizó también las Munkásőrség (milicias de trabajadores). En 1965 fue condecorado con la Orden de Lenin.
Murió en Budapest el 29 de noviembre de 1967.